# Wilhelm Weber
Wilhelm Weber (1880 - 28 de abril de 1963) foi um ginasta alemão que competiu nos Jogos Olímpicos de Verão de 1904.